# Weishanit
Weishanit ist ein sehr selten vorkommendes Mineral aus der Mineralklasse der „Elemente“ mit der chemischen Zusammensetzung (Au,Ag,Hg) und damit chemisch gesehen eine natürliche Legierung aus Gold, Silber und Quecksilber. Die in den runden Klammern angegebenen Elemente liegen in der Legierung ungeordnet vor und können sich in der Formel jeweils gegenseitig vertreten (Substitution, Diadochie).
Weishanit kristallisiert im hexagonalen Kristallsystem und entwickelt bis zu 30 μm große Körner, die sich zu unregelmäßig geformten Aggregaten von 0,05 bis 0,04 mm Größe zusammenlagern. Das hellgelbe Mineral ist duktil und verformbar.

## Etymologie und Geschichte
Erstmals entdeckt wurde Weishanit im Weishancheng-Erzfeld, genauer der Poshan-Silbermine im Kreis Tongbai der chinesischen Provinz Henan. Die Analyse und Erstbeschreibung erfolgte durch Li Yuheng, Ouyang Shan und Tian Peixue, die das Mineral dem Erzfeld benannten, in dem dessen Typlokalität liegt.
Das Mineralogenteam sandte seine Untersuchungsergebnisse und den gewählten Namen 1982 zur Prüfung an die International Mineralogical Association (interne Eingangsnummer der IMA: 1982-076), die den Weishanit als eigenständige Mineralart anerkannte. Die Erstbeschreibung wurde 1984 im chinesischen Fachmagazin Acta Mineralogica Sinica veröffentlicht und wurde 1988 mit der Publikation der New Mineral Names im englischsprachigen Fachmagazin American Mineralogist nochmals bestätigt. Die seit 2021 ebenfalls von der IMA/CNMNC anerkannte Kurzbezeichnung (auch Mineral-Symbol) von MineralName lautet „Whn“.
Das Typmaterial wird im Chinesischen geologischen Museum (englisch National Museum for Geology, NMG) in Peking (Beijing) unter der Inventarnummer M08772 aufbewahrt.

## Klassifikation
Da der Weishanit erst 1982 als eigenständige Mineralart anerkannt wurde, ist er in der veralteten 8. Auflage der Mineralsystematik nach Strunz noch nicht aufgeführt.
In der zuletzt 2018 überarbeiteten Lapis-Systematik nach Stefan Weiß, die formal auf der alten Systematik von Karl Hugo Strunz in der 8. Auflage basiert, erhielt das Mineral die System- und Mineralnummer I/A.02-080. Dies entspricht der Klasse der „Elemente“ und dort der Abteilung „Metalle und intermetallische Verbindungen“, wo Weishanit zusammen mit Aurihydrargyrumit, Belendorffit, Bleiamalgam, Eugenit, Goldamalgam, Kolymit, Luanheit, Moschellandsbergit, Paraschachnerit, Potarit, Quecksilber und Schachnerit eine unbenannte Gruppe mit der Systemnummer I/A.02 bildet.
Die von der IMA zuletzt 2009 aktualisierte 9. Auflage der Strunz’schen Mineralsystematik ordnet den Weishanit ebenfalls in die Abteilung „Metalle und intermetallische Verbindungen“ ein. Diese ist allerdings weiter unterteilt nach den in der Verbindung vorherrschenden Metallen, die entsprechend ihrer verwandten Eigenschaften in Metallfamilien eingeteilt wurden. Hier ist das Mineral entsprechend seiner Zusammensetzung in der Unterabteilung „Quecksilber-Amalgam-Familie“ zu finden, wo es als einziges Mitglied eine unbenannte Gruppe mit der Systemnummer 1.AD.20a bildet.
In der vorwiegend im englischen Sprachraum gebräuchlichen Systematik der Minerale nach Dana hat Weishanit die System- und Mineralnummer 01.01.08.06. Das entspricht ebenfalls der Klasse und gleichnamigen Abteilung „Elemente“. Hier findet er sich innerhalb der Unterabteilung „Elemente: Metallische Elemente außer der Platingruppe“ in der Gruppe „Silberamalgam-Legierungen“, in der auch Amalgam, Moschellandsbergit, Schachnerit, Paraschachnerit, Luanheit und Eugenit eingeordnet sind.

## Kristallstruktur
Weishanit kristallisiert im hexagonalen Kristallsystem in der Raumgruppe P63/mmc mit den Gitterparametern a = 2.927 Å und c = 4,818 Å sowie zwei Formeleinheiten pro Elementarzelle.
Die Kristallstruktur kann nach Luca Bindi, Frank N. Keutsch und Giovanni O. Lepore (2018) Ableitung der Zink-Struktur gesehen werden, wobei Au, Ag und Hg in derselben strukturellen Position ungeordnet sind. Demnach wäre Weishanit der goldreiche Isotyp von Schachnerit mit der allgemeinen Formel (Au,Ag,Hg), die auch von der IMA akzeptiert wurde.

## Bildung und Fundorte
Weishanit bildet sich in der verkieselten Zone von silberreichen Gold-Silber-Lagerstätten in Biotit-Granulit. Neben Gold und Silber können als weitere Paragenesen unter anderem noch Akanthit, Galenit, Pyrit, Pyrrhotin, Scheelit und Sphalerit auftreten.
Von dem sehr seltenen Mineral sind bisher weltweit nur 5 Vorkommen dokumentiert. Außer seiner Typlokalität und bisher einzigem bekannten Fundort in der Volksrepublik China (Erzfeld Weishancheng) sind dies noch Waratah Bay im South Gippsland Shire im australischen Bundesstaat Victoria, Padre Viegas in Mariana im brasilianischen Bundesstaat Minas Gerais, Granges-Paccot im Schweizer Kanton Freiburg und die Keystone Mine bei Magnolia im Boulder County des US-Bundesstaates Colorado.